# Cupido
Pour les articles homonymes, voir Cupido (homonymie).
Genre
Cupido est un genre holarctique de lépidoptères (papillons) de la famille des Lycaenidae et de la sous-famille des Polyommatinae.

## Taxonomie
Le genre Cupido a été décrit par le naturaliste allemand Franz von Paula Schrank en 1801. Son espèce type est Papilio minimus Fuessly, 1775.
Synonymes :
- Everes Hübner, [1819] – encore considéré par certains auteurs comme un genre distinct, ou parfois comme un sous-genre de Cupido.
- Zizera Moore, [1881]
- Tiora Evans, 1912
- Ununcula van Eecke, 1915

## Liste des espèces et distributions géographiques
D'après Funet :
- Cupido alaina (Staudinger, 1887) — en Asie centrale.
- Cupido staudingeri (Christoph, 1873) — au Moyen-Orient.
- Cupido buddhista (Alphéraky, 1881) — en Asie centrale.
- Cupido minimus (Fuessly, 1775) — l'Argus frêle — répandu en Eurasie.
- Cupido tuzovi Lukhtanov, 1994 — en Asie centrale.
- Cupido peri Zhdanko, 2000 — en Asie centrale.
- Cupido osiris (Meigen, 1829) — l'Azuré de la chevrette — du Sud de l'Europe à la Sibérie.
- Cupido lorquinii (Herrich-Schäffer, [1851]) — l'Azuré grenadin — en Afrique du Nord et dans la péninsule Ibérique.
- Cupido carswelli Stempffer, 1927 — l'Azuré murcian — dans le Sud-Est de l'Espagne.
- Cupido prosecusa (Erschoff, 1874) — en Asie centrale.
- Cupido gisela (Püngeler, 1901) — au Tibet.

(Les espèces suivantes sont parfois classées dans un genre distinct : Everes.)
- Cupido argiades (Pallas, 1771) — l'Azuré du trèfle — répandu en Eurasie.
- Cupido huegelii (Gistel, 1857) — dans l'Himalaya et en Asie du Sud-Est.
- Cupido decolor (Staudinger, 1886) — en Asie centrale.
- Cupido amyntula (Boisduval, 1852) — le Bleu porte-queue de l'Ouest — en Amérique du Nord.
- Cupido comyntas (Godart, [1824]) — le Bleu porte-queue de l'Est — en Amérique du Nord.
- Cupido alcetas (Hoffmannsegg, 1804) — l'Azuré de la faucille — du Sud de l'Europe à la Sibérie.
- Cupido decoloratus (Staudinger, 1886) — l'Azuré de la minette — dans le Sud-Est de l'Europe.
- Cupido lacturnus (Godart, [1824]) — en Asie du Sud, de l'Est et du Sud-Est et en Océanie.
- Cupido nagarensis Charmeux & Desse, 2006 — au Pakistan.

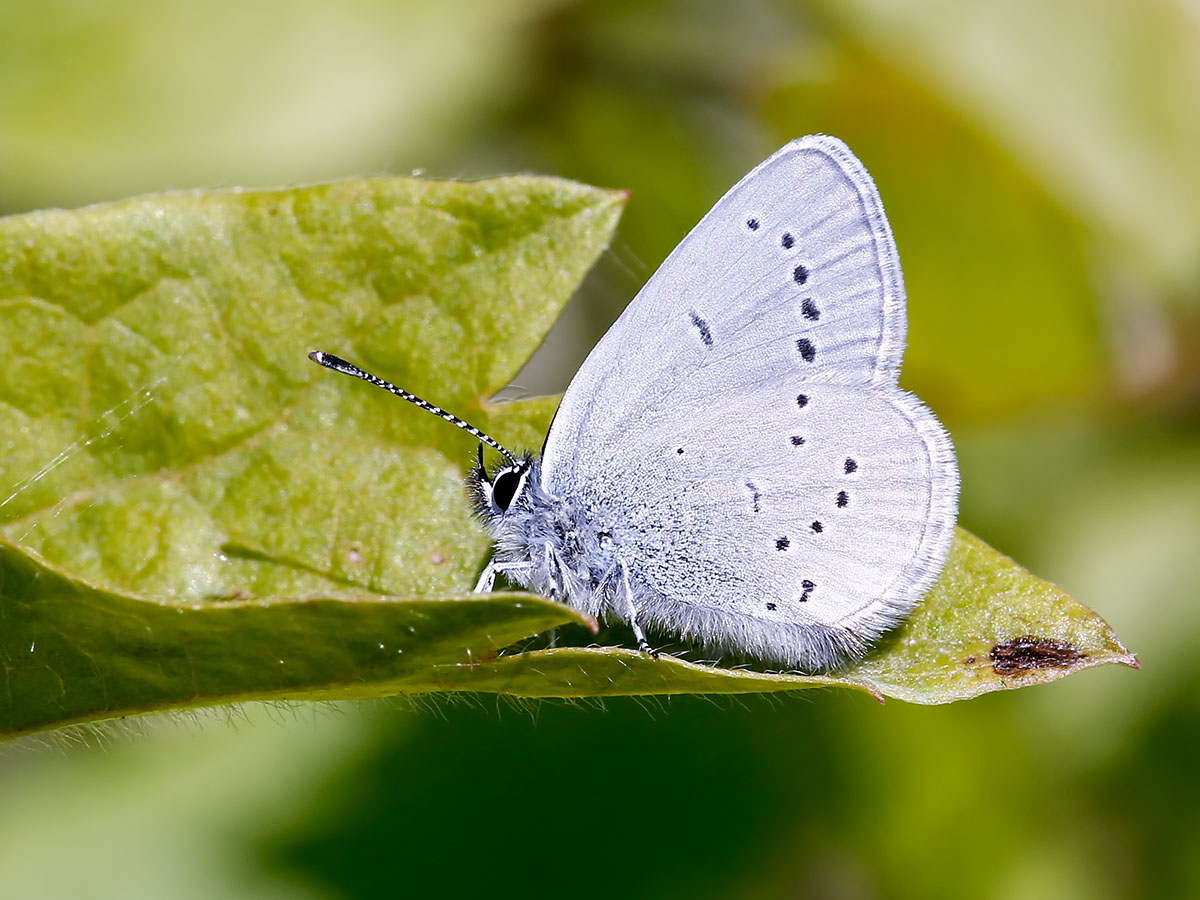
Cupido minimus
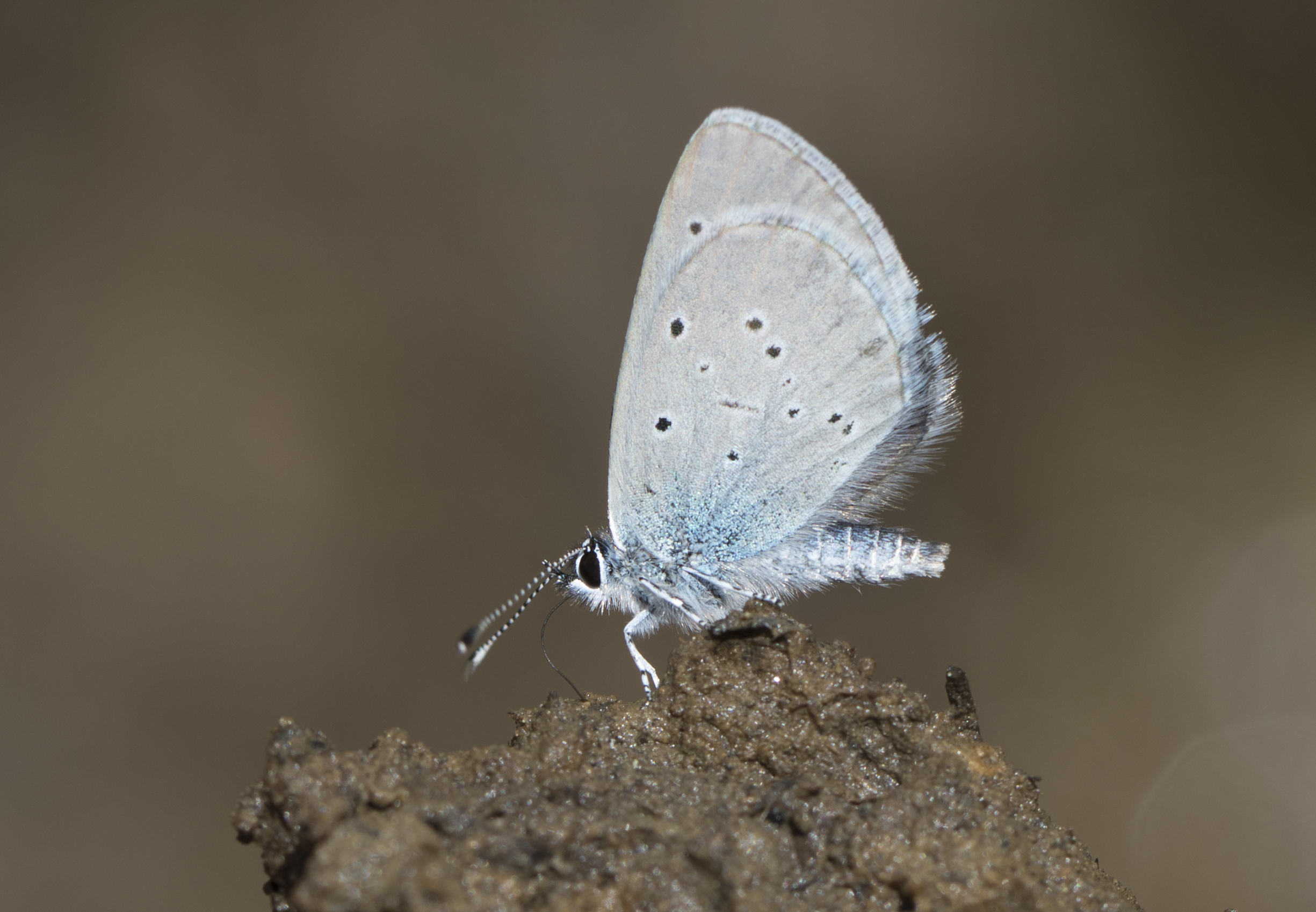
Cupido osiris
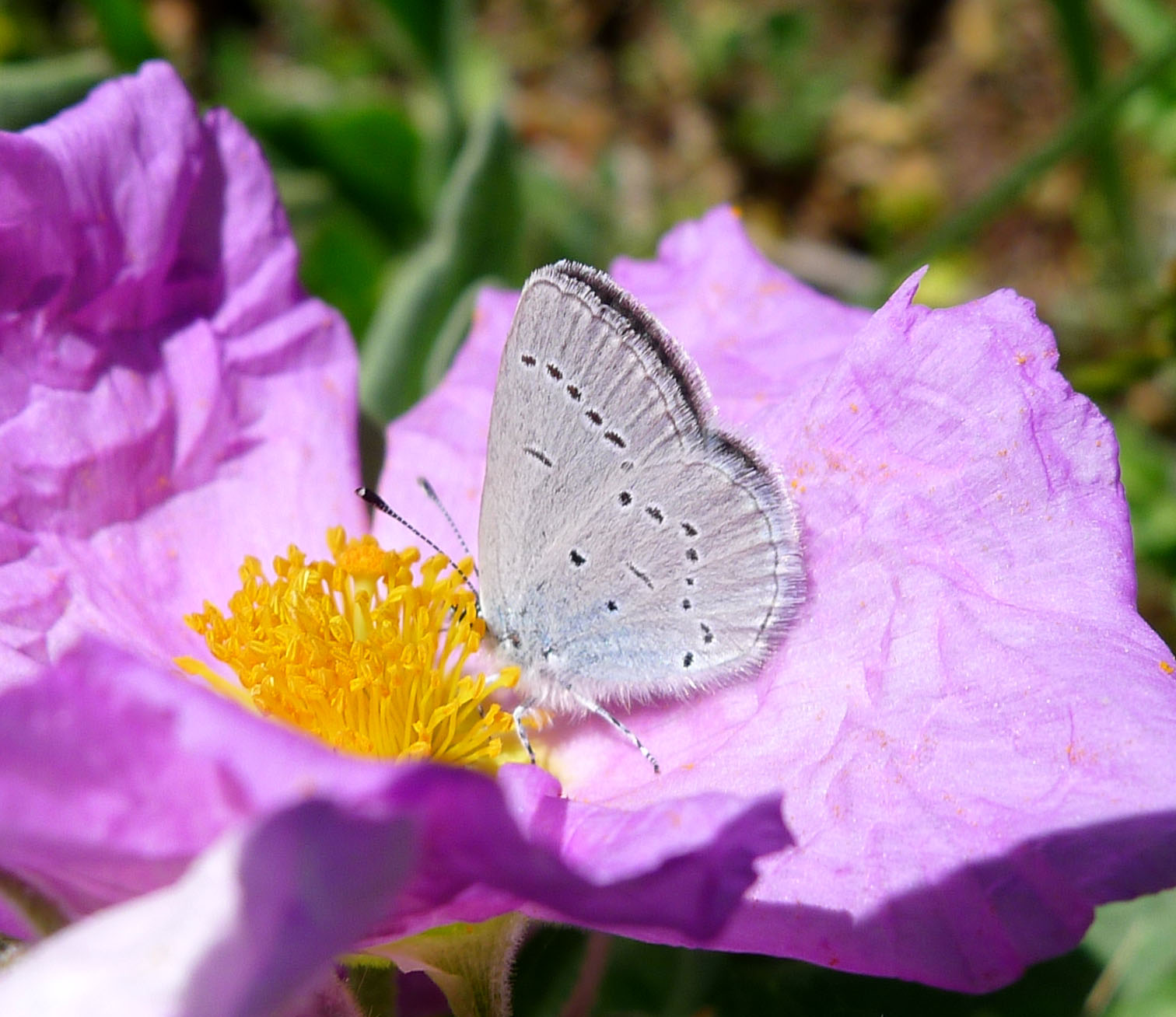
Cupido lorquinii
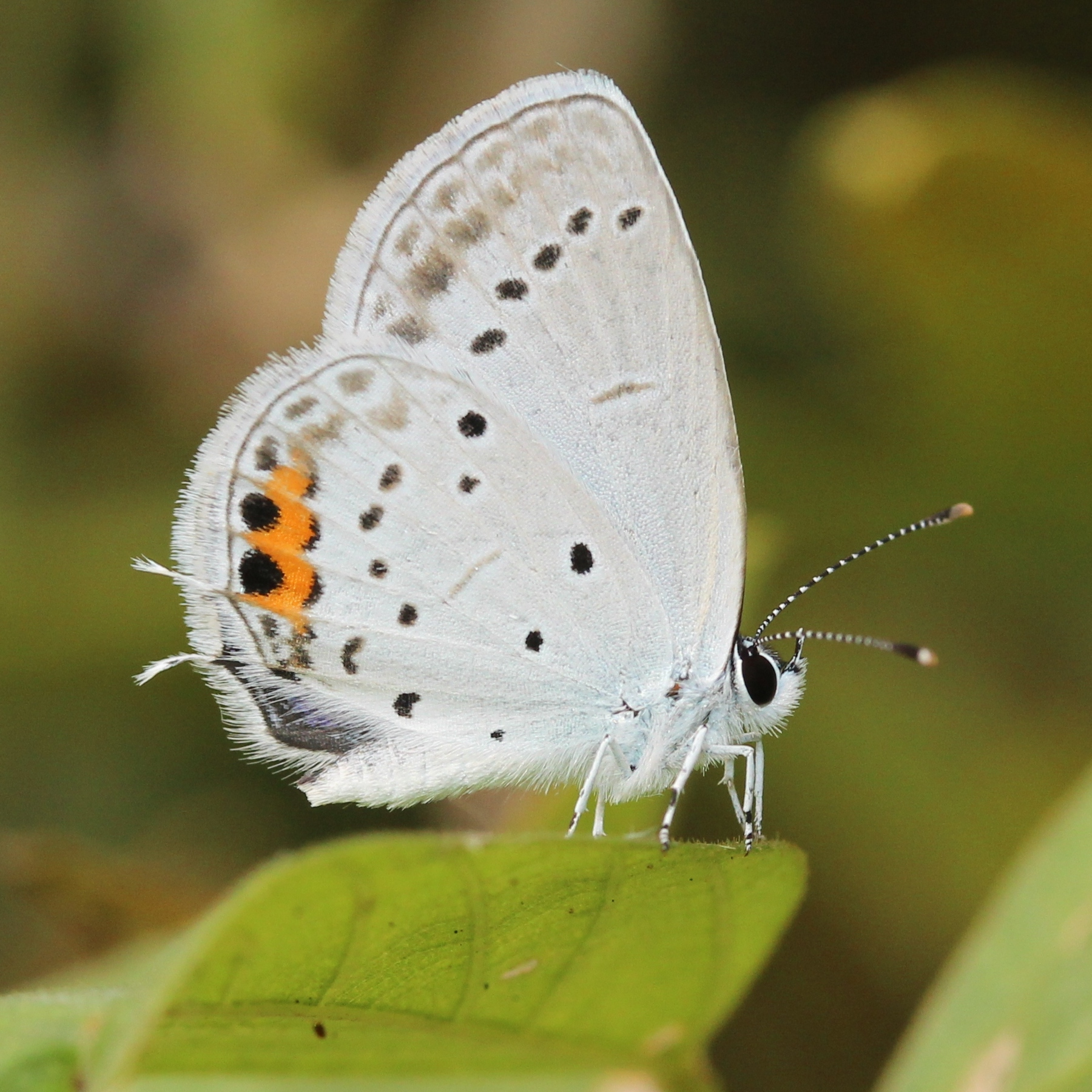
Cupido argiades
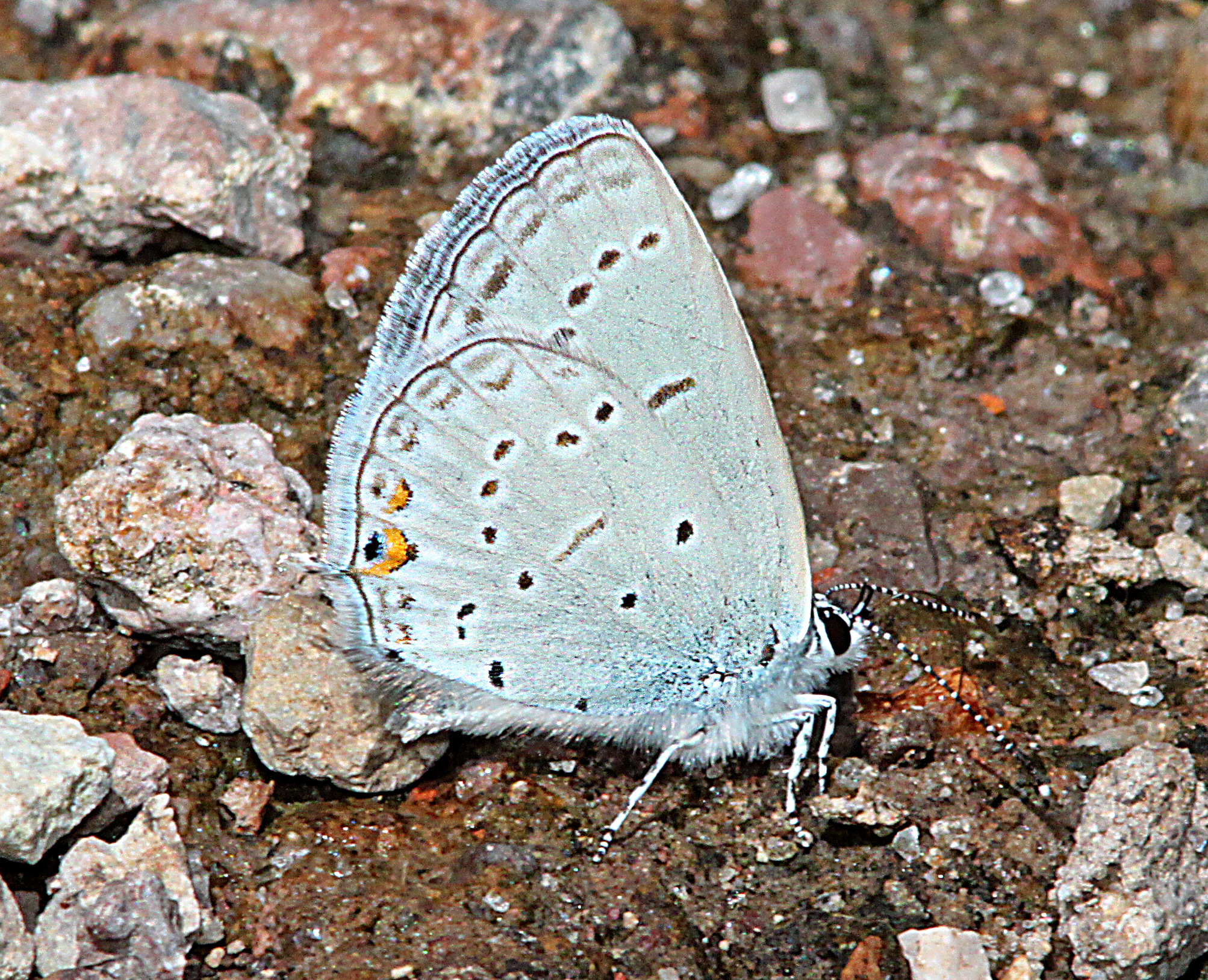
Cupido amyntula
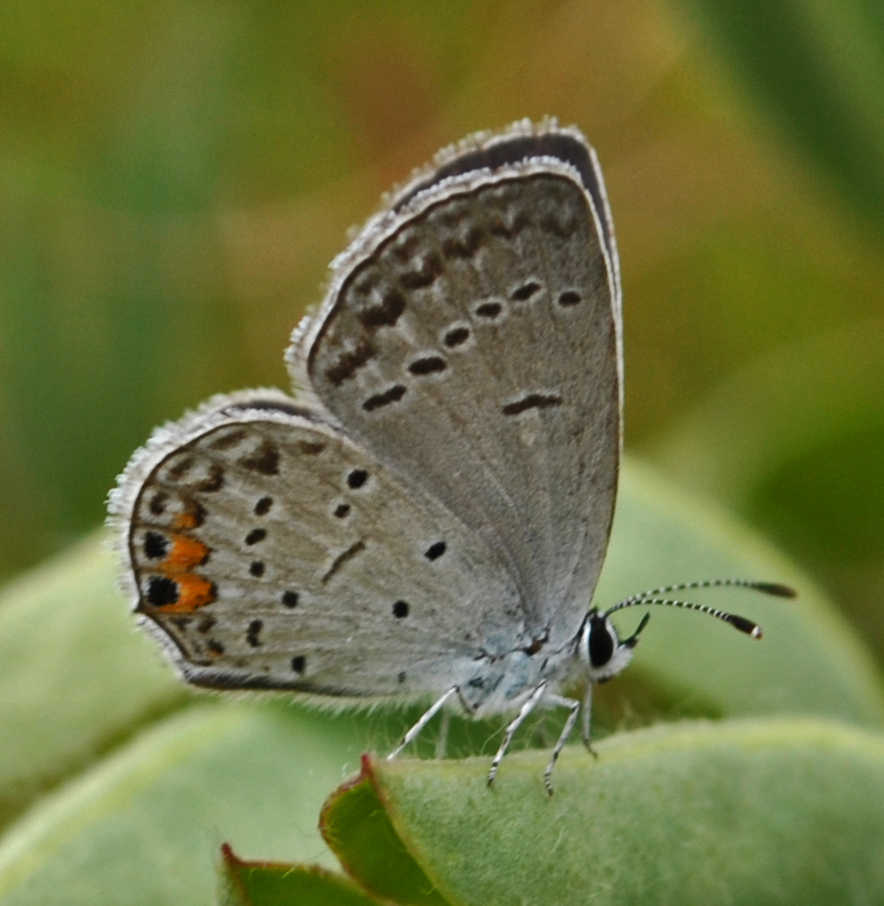
Cupido comyntas
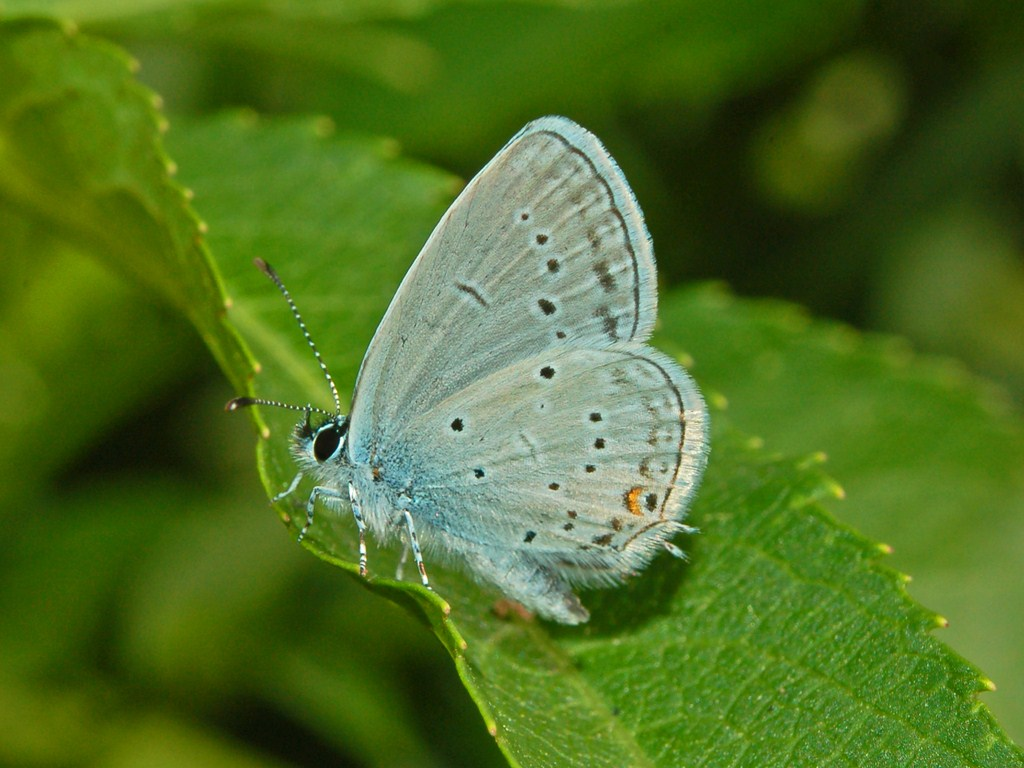
Cupido alcetas
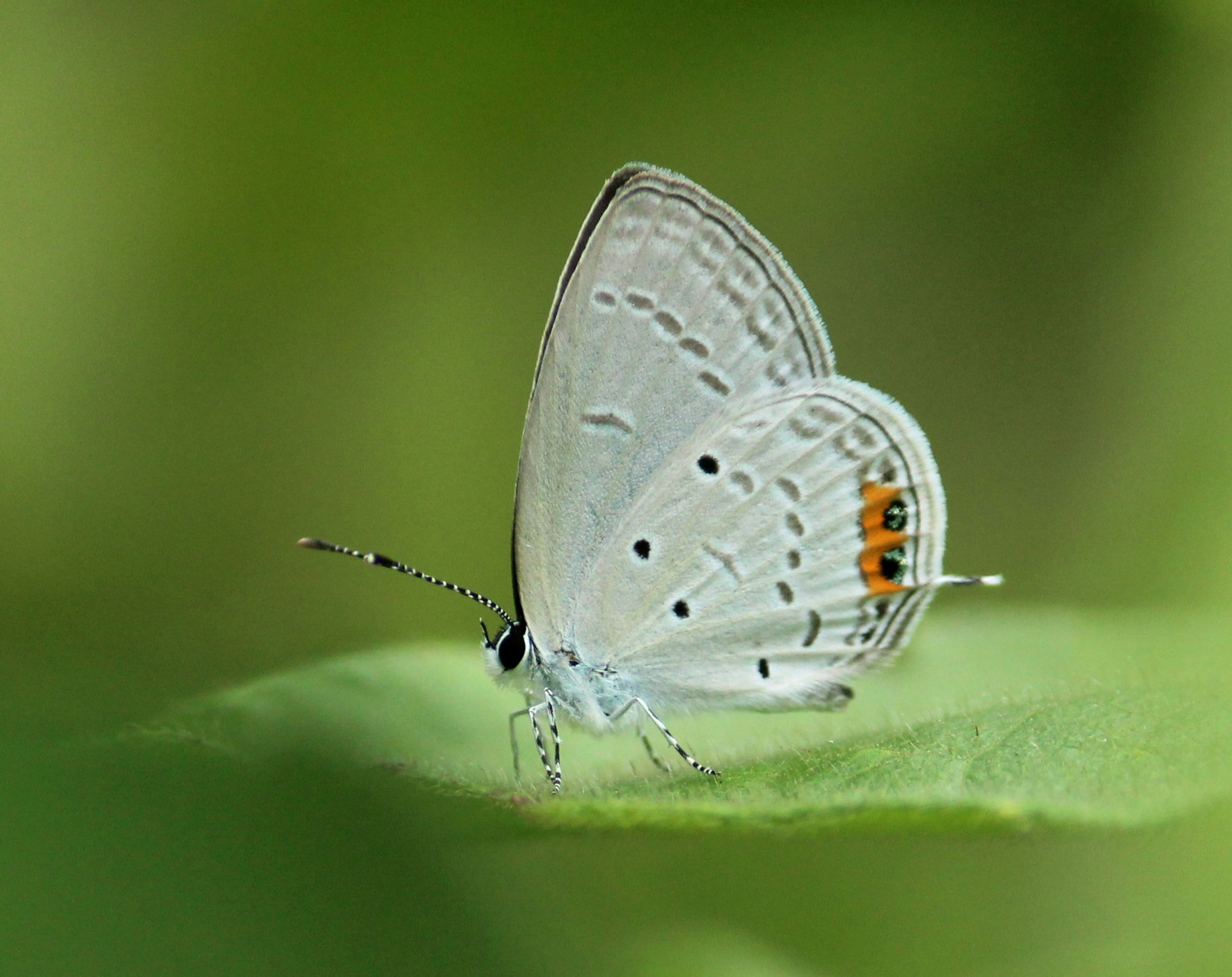
Cupido lacturnus